# Đảo chính Sudan 2019
Vào tối ngày 11 tháng 4 năm 2019, tổng thống Sudan Omar al-Bashir đã bị Lực lượng vũ trang Sudan đảo chính giữa các cuộc biểu tình tại Sudan 2018-19. Quân đội Sudan đã giải tán nội các và Cơ quan lập pháp quốc gia, và tuyên bố tình trạng khẩn cấp kéo dài 3 tháng, sau đó là giai đoạn chuyển tiếp 2 năm. Ahmed Awad Ibn Auf, người vừa là bộ trưởng quốc phòng của Sudan vừa là phó tổng thống tuyên bố là nguyên thủ quốc gia trên thực tế, tuyên bố tạm đình chỉ hiến pháp. Ông cũng cho biết rằng không phận của Sudan sẽ bị đóng trong vòng 24 giờ và các cửa khẩu cũng bị đóng cho tới khi có thông báo mới, và áp dụng lệnh giới nghiêm từ 10 giờ tối đến 4 giờ sáng, ra lệnh giải tán các cuộc biểu tình đang diễn ra. Truyền thông nhà nước đưa tin rằng tất cả các tù nhân chính trị, bao gồm các nhà lãnh đạo phản kháng chống Bashir, đã được phóng thích khỏi nhà tù. Đảng Quốc đại của al-Bashir trả lời bằng cách tuyên bố rằng họ sẽ tổ chức một cuộc biểu tình ủng hộ tổng thống bị lật đổ. Các binh sĩ cũng đột kích các văn phòng của Phong trào Hồi giáo, cánh tư tưởng chính của Quốc hội, tại Khartoum.

## Bối cảnh
Các cuộc biểu tình đã diễn ra ở Sudan kể từ ngày 19 tháng 12 năm 2018 khi một loạt các cuộc biểu tình đã nổ ra ở một số thành phố do chi phí sinh hoạt tăng đột ngột và sự suy thoái của nền kinh tế. Vào tháng 1 năm 2019, các cuộc biểu tình đã chuyển sự chú ý từ các vấn đề kinh tế sang kêu gọi từ chức cho Tổng thống dài hạn của Sudan Omar al-Bashir. 
Đến tháng 2 năm 2019, Bashir đã tuyên bố tình trạng khẩn cấp quốc gia đầu tiên trong hai mươi năm giữa lúc tình trạng bất ổn gia tăng.

## Bắt giữ
Một số quan chức đã bị bắt giữ: Thủ tướng Mohamed Taher Ayala, Ahmed Haroun (người đứng đầu Đảng Quốc hội cầm quyền), thành viên của Quốc hội Awad Al-Jaz, cựu bộ trưởng quốc phòng, Abdel Rahim Mohammed Hussein, và các cựu tổng thống Bakri Hassan Saleh và Ali Othman Taha.